# Lilltjärnen (Ströms socken, Jämtland, 710020-148368)
Lilltjärnen är en sjö i Strömsunds kommun i Jämtland och ingår i Ångermanälvens huvudavrinningsområde.